# 元町 (北秋田市)
元町（もとまち）は、秋田県北秋田市鷹巣地域にある地名。郵便番号は018-3325。住居表示実施済み。

## 地理
北秋田市北部中央、鷹巣市街地の西に位置する。北端に鉄道路線があり、中央を東西に「都市計画道路 太田川口線」が通る。東端の主要地方道 秋田県道24号鷹巣川井堂川線沿いには商業施設、南東に飲み屋街がある。西側の市道「北家下大町線」沿いでは毎月7のつく日に朝市（市日）が開催される。
北は鷹巣字西屋敷と下家下、東は松葉町と住吉町、南は大町、西は鷹巣字下家下と隣接する。

## 歴史

### 沿革
- 1981年（昭和56年）10月1日 - 住居表示実施[1] に伴い、鷹巣字西屋敷の南部・鷹巣字北家後の南西部・鷹巣字西鷹巣の中北部[5]（通称名 三吉町・太平町・仲町）の区域 をもって元町が設置される。

## 世帯数と人口
2020年（令和2年）10月1日現在の世帯数と人口は以下の通りである。
| 町丁 | 世帯数  | 人口  | 人口  | 人口  |
| 町丁 | 世帯数  | 男    | 女    | 計    |
| ---- | ------- | ----- | ----- | ----- |
| 元町 | 184世帯 | 179人 | 200人 | 379人 |

### 世帯数と人口の変遷
国勢調査による世帯数と人口の推移。
| 1995年（平成07年） | 248世帯 |  |  | 658人 |  |  |
| 2000年（平成12年） | 212世帯 |  |  | 561人 |  |  |
| 2005年（平成17年） | 205世帯 |  |  | 517人 |  |  |
| 2010年（平成22年） | 198世帯 |  |  | 465人 |  |  |
| 2015年（平成27年） | 188世帯 |  |  | 418人 |  |  |
| 2020年（令和02年） | 184世帯 |  |  | 379人 |  |  |

## 小・中学校の学区
市立小・中学校に通う場合、学区は以下の通りとなる。
| 街区 | 小学校               | 中学校               |
| ---- | -------------------- | -------------------- |
| 全域 | 北秋田市立鷹巣小学校 | 北秋田市立鷹巣中学校 |

## 交通

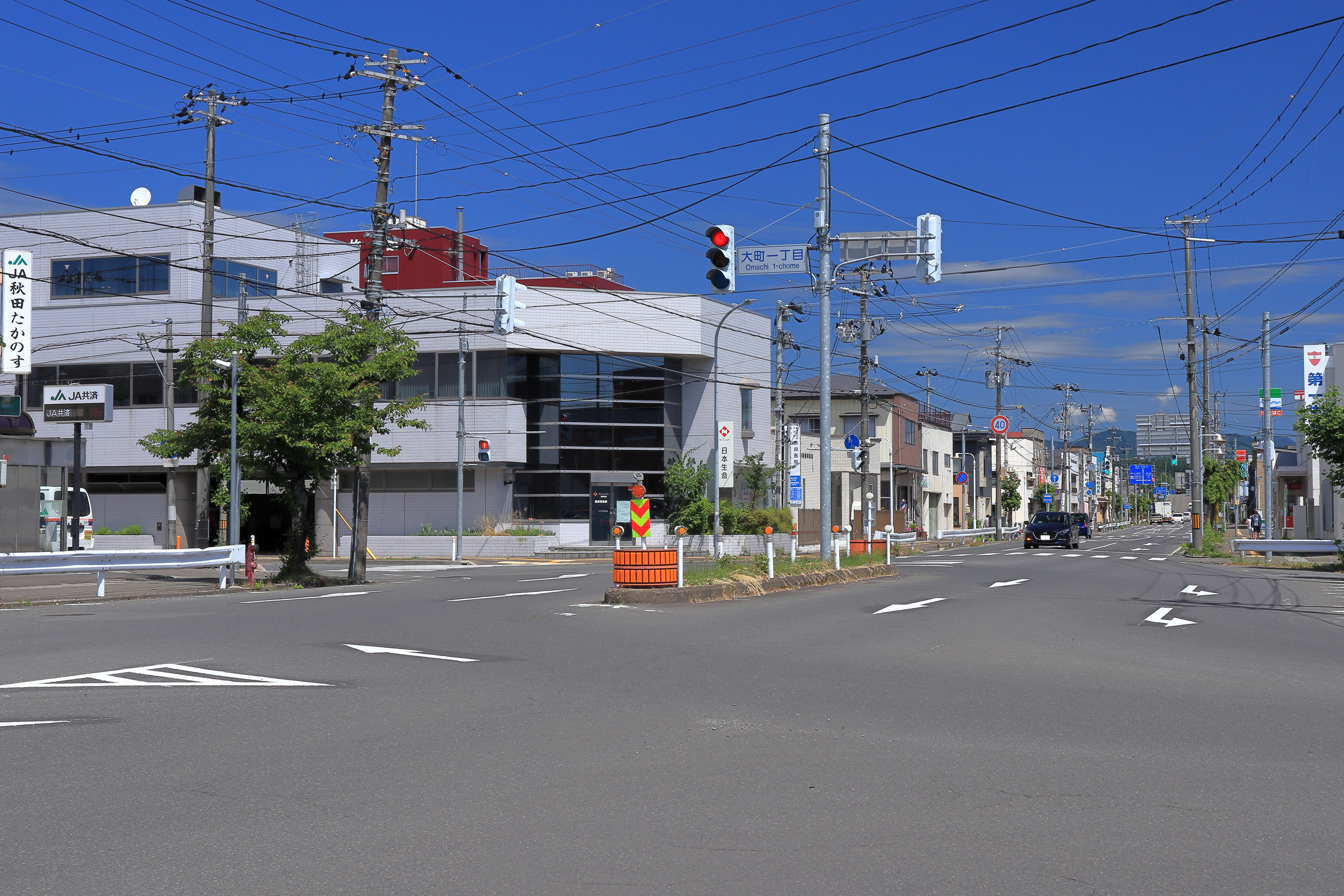
秋田県道24号鷹巣川井堂川線

### 鉄道
最寄り駅は松葉町にあるJR東日本奥羽本線・鷹ノ巣駅と、隣接する秋田内陸線・鷹巣駅である。

### 道路
- 主要地方道 秋田県道24号鷹巣川井堂川線
- 都市計画道路 太田川口線

### バス
秋北バス
- 鷹巣大町 バス停

## 施設

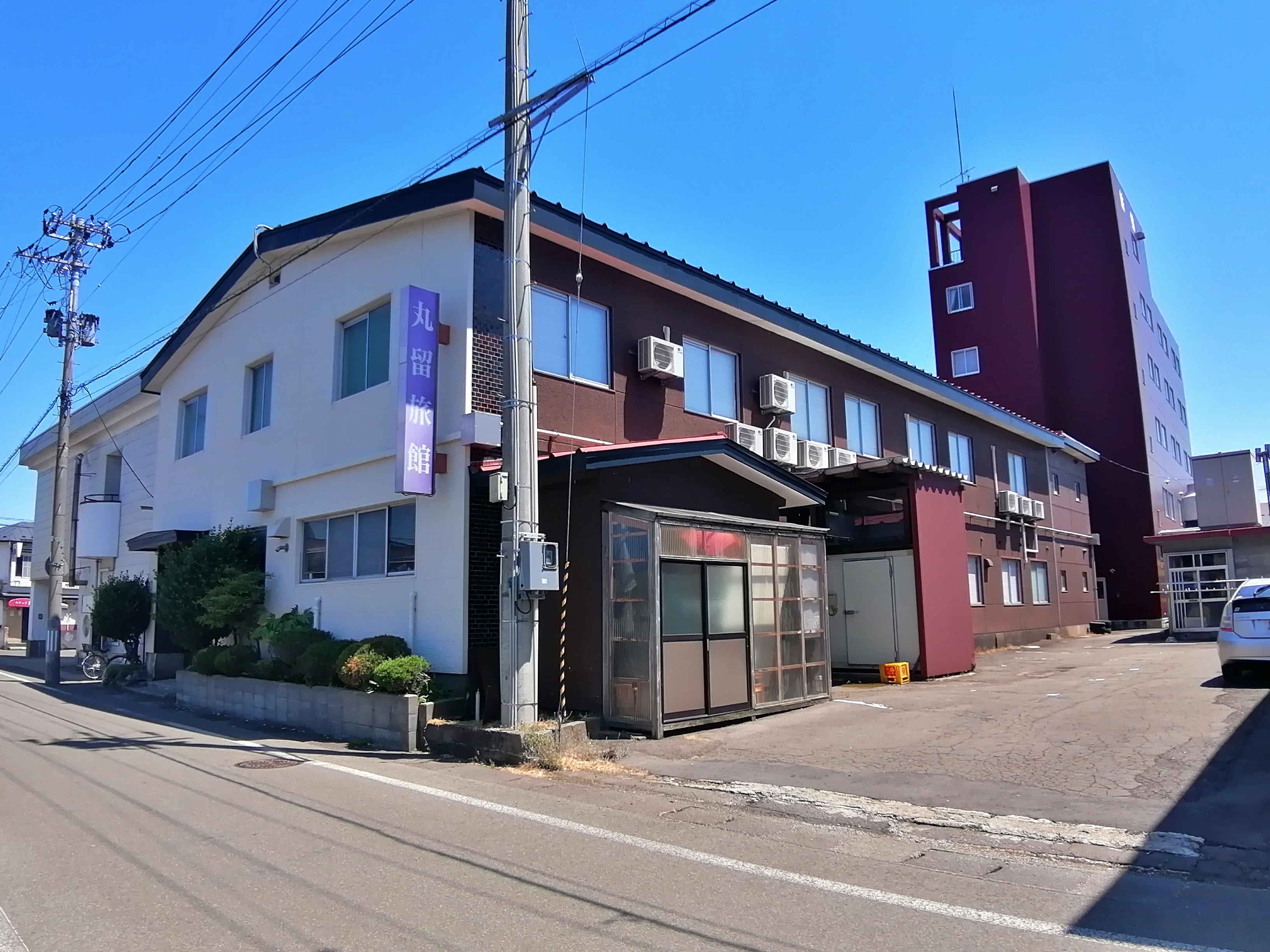
丸留旅館
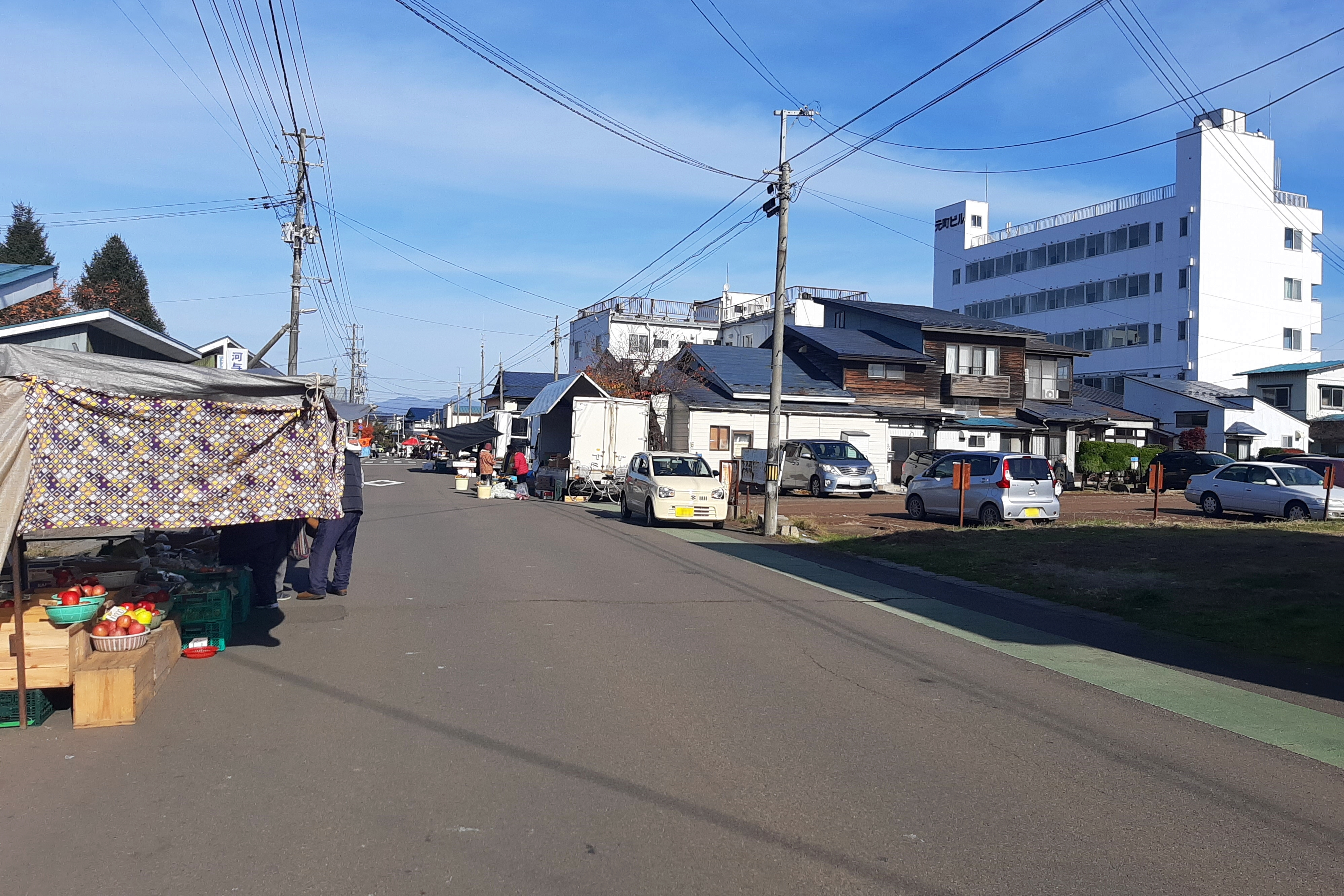
7のつく日に開催される朝市
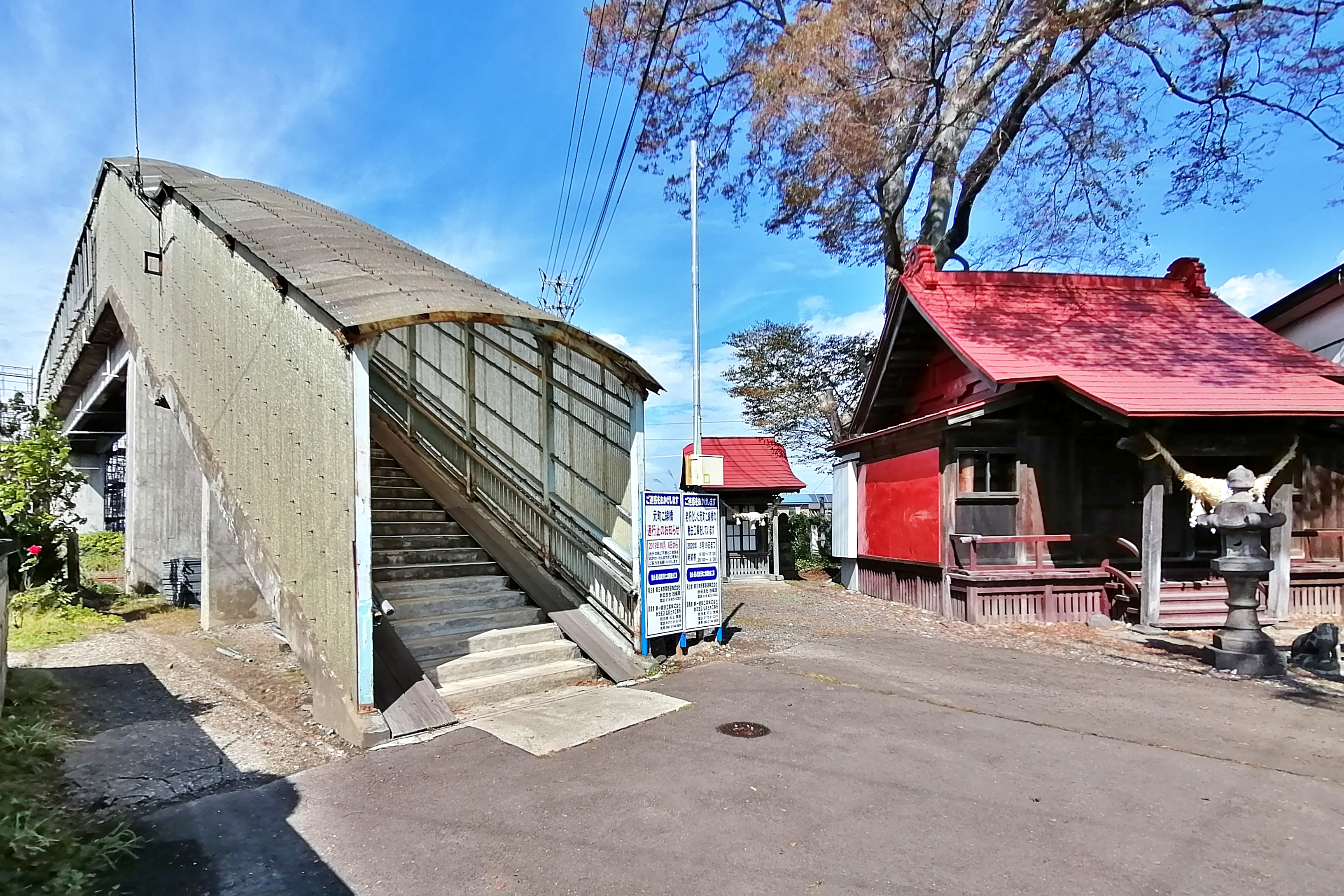
2020年に解体された元町こ線橋（歩道橋）と三吉神社

- 奈良医院・奈良歯科医院
- 太平山三吉神社
- 昭和堂薬局第五薬局
- トヨタレンタカー 鷹巣店
- 日本生命保険相互会社 鷹巣営業所

- 丸留旅館
- 7のつく日に開催される朝市
- 2020年に解体された元町こ線橋（歩道橋）と三吉神社